# Johann Peter Weyer

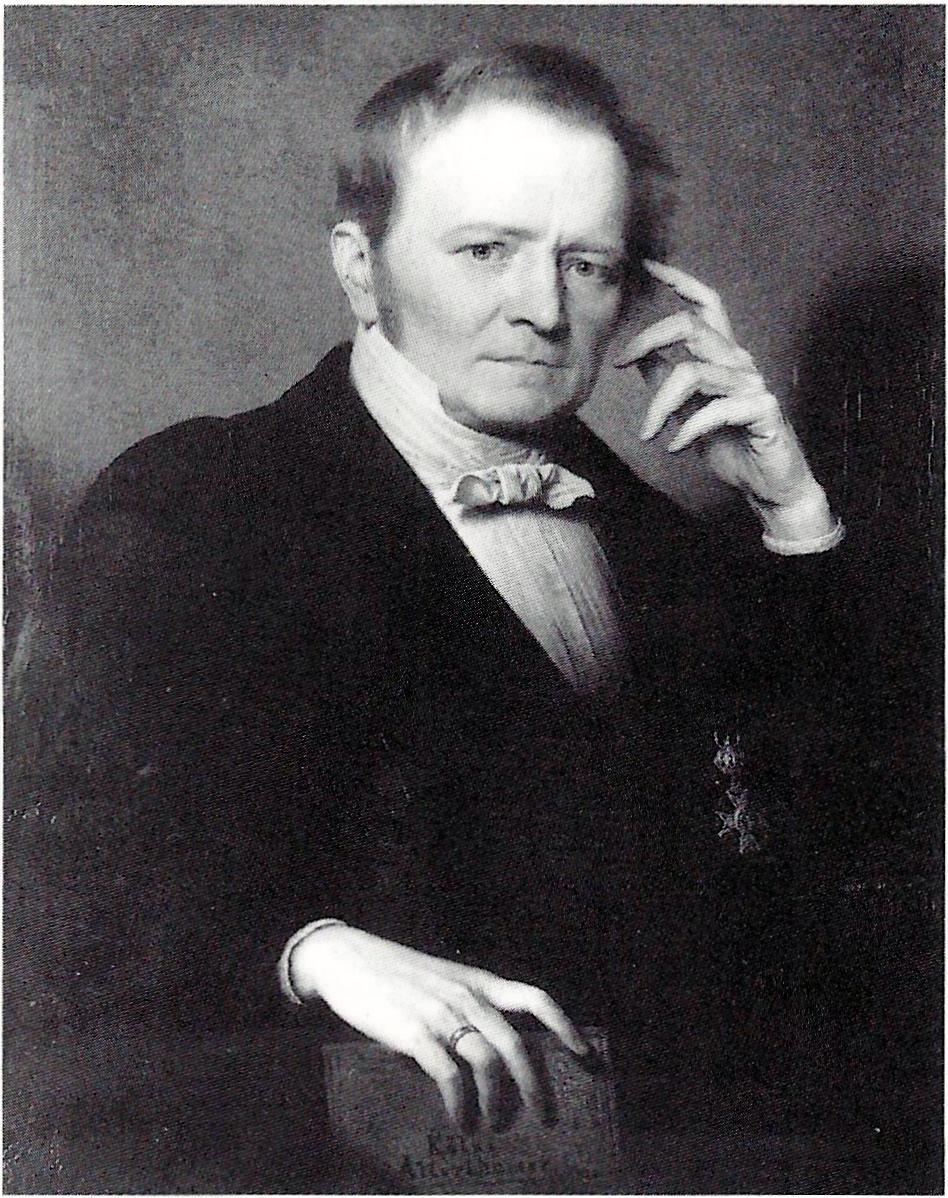
Johann Peter Weyer, Gemälde (1859)

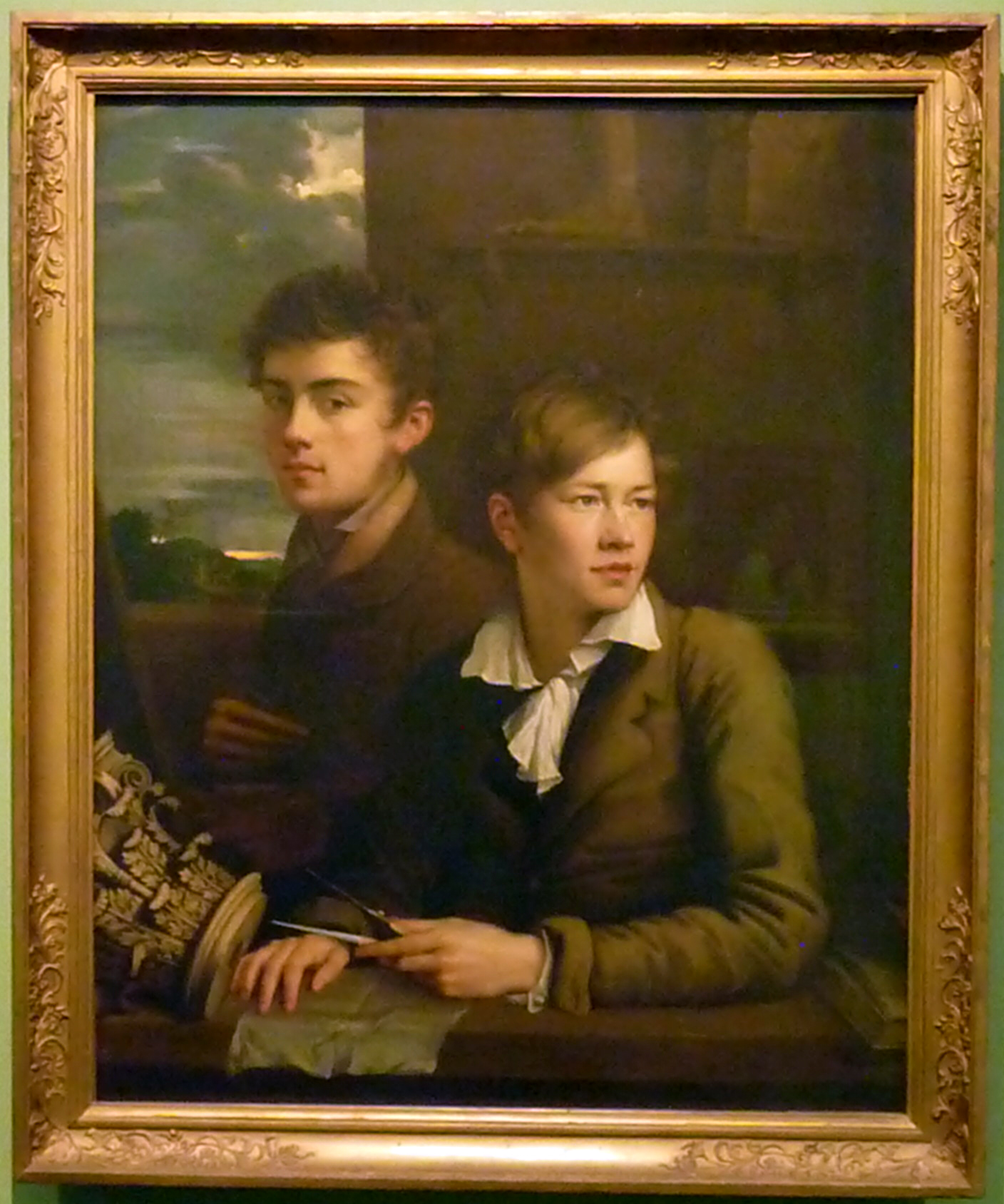
Carl Joseph Begas – Selbstbildnis mit Johann Peter Weyer (1813) Wallraf-Richartz-Museum & Fondation Corboud, Köln

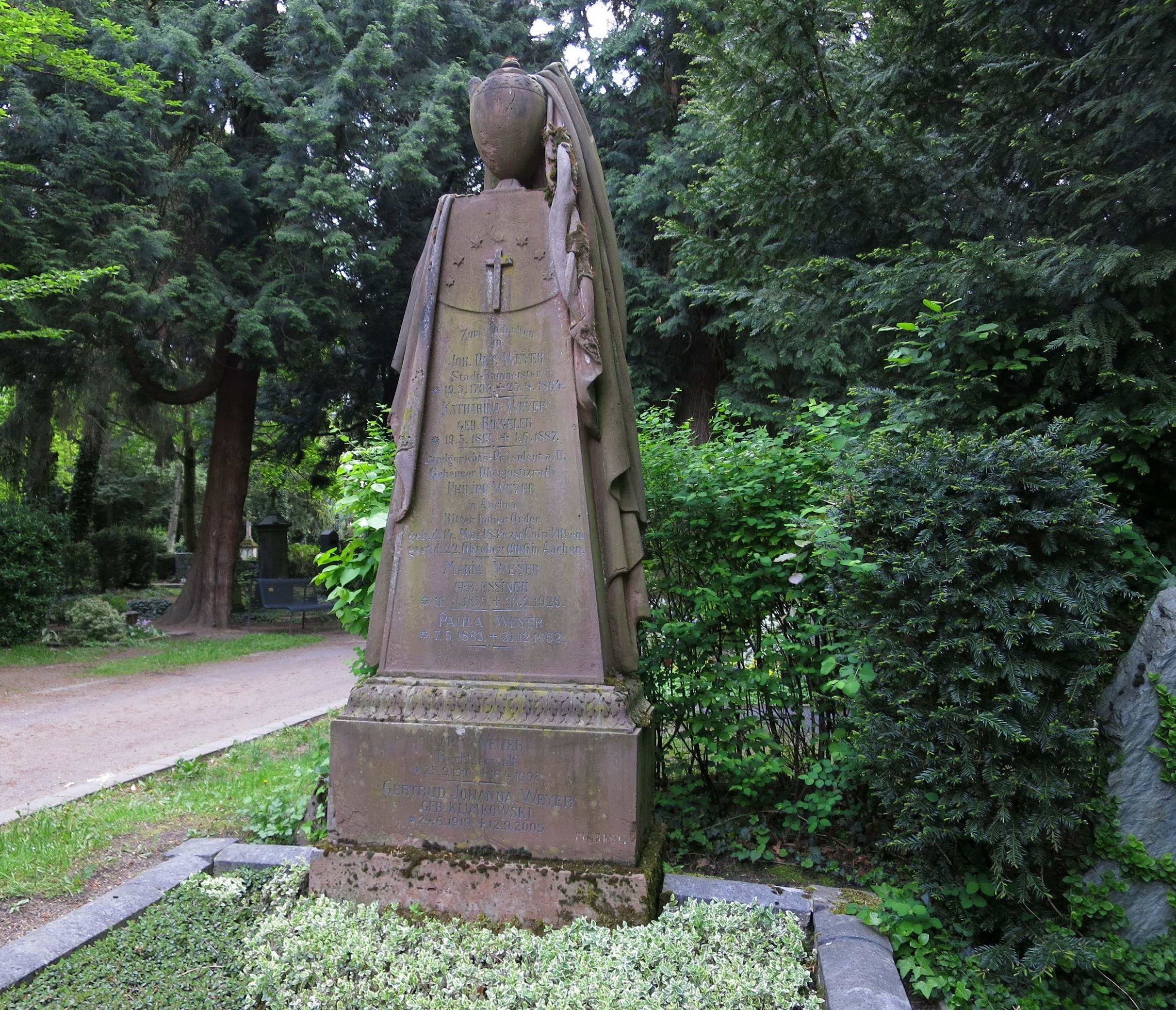
Grabstätte Weyer

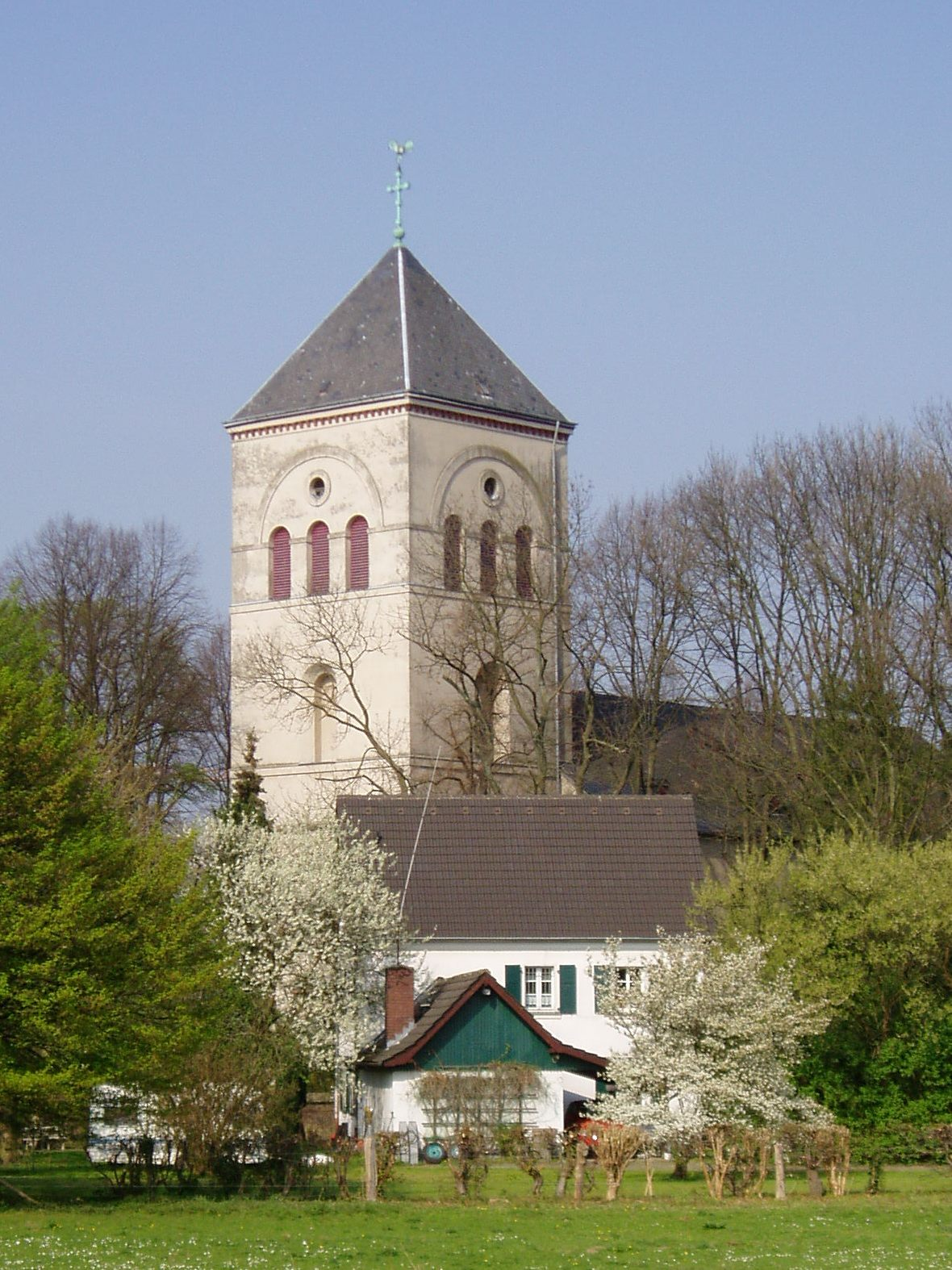
St. Gereon in Merheim

Johann Peter Joseph Weyer (* 19. Mai 1794 in Köln; † 25. August 1864 ebenda) war ein deutscher Architekt, der erste Kölner Stadtbaumeister in nachfranzösischer Zeit und Kunstsammler.

## Werdegang
Weyer war der Sohn eines vermögenden Tuchhändlers und studierte Architektur an der École des Beaux-Arts in Paris. 1817 beschloss der Kölner Rat, Johan Peter Weyer, der Kgl. Regierung in der Nachfolge von Peter Schmitz zur Ernennung als Stadtbaumeister vorzuschlagen. Bereits seit 1816 wurde Weyer als Gehilfe (Adjunkt) von Schmitz beschäftigt, seine definitive Anstellung erfolgte hingegen erst 1822.

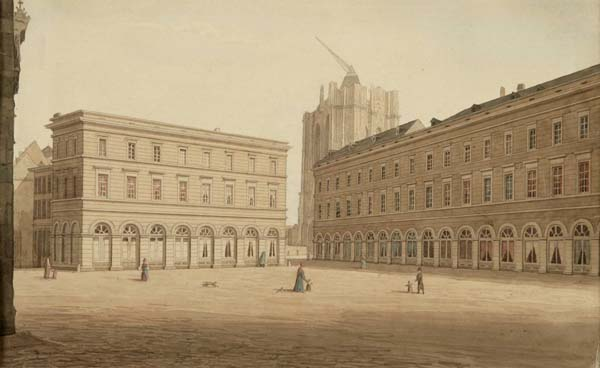
Köln, Wallrafplatz

Weyer leitete eine grundlegende bauliche Neuorganisation der Stadt und durchgreifende Sanierung derselben ein. Befand sich deren Bausubstanz doch in weiten Teilen in einem erbärmlichen Zustand. Große Flächen der Altstadt waren noch ungenutzt oder Gartenland, die bebauten Straßenzüge hingegen oft verfallen, marode und ohne jede Kanalisation und ausreichende Belichtung. Er fasste sein Konzept hierbei in einem 19-Punkte-Programm zusammen, das er in der Folge umsetzte.
Während seiner Dienstzeit als Stadtbaumeister bis zu seinem Abschied 1844 prägte Weyer so die Stadtentwicklung Kölns nachhaltig. Mit seinen umfassenden städtebaulichen Planungen, der Einsicht in das Erfordernis von urbanen Grünanlagen (Stadtgarten, 1833), seinen markanten Einzelbauten (Appellhofplatz 1824–1826, Wallrafplatz 1833, Lagerhaus Ahren 1836, Armenverwaltung und Bürgerhospital 1842, Königin-Augusta-Passage, Pfarrkirche St. Gereon in Merheim) aber auch seinem Sinn für Erhalt und Wert von Denkmälern (Overstolzenhaus) erbrachte Weyer für Köln große städtebauliche Leistungen. Auch im Detail hat er das Stadtbild verändert, indem er die Pariser fortlaufende Reihung von Fensterachsen in einen für Köln verträglichen Maßstab als „Dreifensterhaus“ übersetzte und damit die Häuserfronten der Kölner Straßen für die kommenden Jahrzehnte bestimmen sollte. Auch die Straßenplanung, wie etwa die strahlenförmige Anordnung der Verkehrswege an der Kirche St. Severin, ist auf Weyer zurückzuführen (Vorbild war sicherlich der Place de l'Étoile in Paris). Seine stadtplanerischen Ideen sind in der Kölner Altstadt bis heute gegenwärtig.
Im April 1844 reichte Weyer nach 28 Dienstjahren sein Entlassungsgesuch ein. Sein Nachfolger wurde im selben Jahr Bernhard Wilhelm Harperath.

## Leben in Köln
Weyer errichtete sich in den 1830er Jahren ein klassizistisches Wohnhaus am Rotgerberbach 1, Ecke Waisenhausgasse, an das er in den 1840er Jahren noch einen Galerietrakt anschloss. Vermögend geworden durch Grundstücks- und Börsenspekulationen, gründete Weyer in diesem Haus die erste Kölner Privatgalerie mit annähernd 600 Werken renommierter Maler, die der Bevölkerung wie ein normales Museum zugänglich war. Aus der Pfarrkirche Saint Johann erwarb er die Gebeine von Albertus Magnus, die er am 12. November 1859 der Andreaskirche überließ. Zwei Jahre vor seinem Tod verlor er durch Fehlspekulationen große Teile seines Vermögens, was ihn zwang, seine Kunstsammlung zu veräußern, eine der berühmtesten Privatsammlungen in der Zeit der Romantik.
Seine Grabstätte befindet sich auf dem Kölner Melaten-Friedhof (Lit. G, zwischen Lit. B+C).

## Werke (Auswahl)
- Stadtgarten Köln
- Bahnhof Brühl
- Lagerhaus Ahren
- Appellationsgerichtshof
- Armenverwaltung
- Sanierung Overstolzenhaus
- 1821 Pfarrkirche St. Gereon in Merheim
- 1843–1847: Bürger-Hospital Köln auf dem ehemaligen Stiftsgelände von St. Cäcilien[5][6]
- 1844–1845: Köln, Stadtteil Marienburg, Landsitz/Gutshaus Marienburg (Zuschreibung)
- 1845–1846: Königin-Augusta-Halle (Weiterentwicklung des Entwurfs)

## Veröffentlichungen
- Sammlung von Ansichten öffentlicher Plätze, merkwürdiger Gebäude und Denkmäler in Cöln. Bachem, Köln 1827 (urn:nbn:de:hbz:061:1-73039).
- Kölner Alterthümer. Kölnisches Stadtmuseum, Köln 1993/94, ISBN 3-927396-56-7.